# Macrolobium retusum
Macrolobium retusum är en ärtväxtart som beskrevs av Huber. Macrolobium retusum ingår i släktet Macrolobium och familjen ärtväxter. Inga underarter finns listade i Catalogue of Life.